# Muzeum Nadwiślańskie w Kazimierzu Dolnym
Muzeum Nadwiślańskie w Kazimierzu Dolnym – muzeum działające w Kazimierzu Dolnym oraz w dwóch zamiejscowych filiach, powstałe w 1963.
Lokalizacje Muzeum Nadwiślańskiego:
- Gmach Główny z Galerią Wystaw Czasowych na piętrze i Oddziałem Muzeum Sztuki Złotniczej w zabytkowych piwnicach (Kazimierz Dolny, Rynek 19)
- Oddział Dom Kuncewiczów (Kazimierz Dolny, ul. Małachowskiego 19)
- Oddział Kamienica Celejowska (Kazimierz Dolny, ul. Senatorska 11/13)
- Oddział Przyrodniczy (Kazimierz Dolny, ul. Puławska 54)
- Manufaktura Muzealna (Kazimierz Dolny, ul. Podzamcze 20)
- Oddział Grodzisko Żmijowiska[4] (Gmina Wilków)
- Oddział Zamek w Janowcu (Janowiec, ul. Lubelska 20)

Do początku 2017 r. Muzeum Nadwiślańskie miało jeszcze trzeci oddział zamiejscowy – Muzeum Czartoryskich w Puławach, jednak wówczas placówka puławska została wyłączona z Muzeum Nadwiślańskiego i przejęta przez miasto Puławy.